# Epigelasma hispida
Epigelasma hispida là một loài bướm đêm trong họ Geometridae.